# FIFA 99
FIFA 99 är ett fotbollsspel från 1998 som utvecklat av EA Canada och publicerat av EA Sport. Det är det sjätte spelet i FIFA-spelserien och släpptes den 8 juni 1998 för Microsoft Windows, PlayStation och Nintendo 64.

### Fotnoter
1. ↑  ”FIFA 99” (på engelska). FIFA Football Gaming wiki. https://fifa.fandom.com/wiki/FIFA_99. Läst 30 augusti 2020.